# Welliton de Moraes Coimbra
Welliton de Moraes Coimbra (Gurupi, 10 november 1984) is een Braziliaans voormalig voetballer die als aanvaller speelde.

## Carrière
Tozin speelde tussen 2004 en 2020 voor Guarani FC, SC Corinthians Alagoano, Clube de Regatas Brasil en Guaratinguetá Futebol.